# Palác CEC
Palác CEC (rumunsky Palatul CEC) je sídlo banky v rumunském hlavním městě Bukurešti. Nachází se ve třetím obvodu na třídě Calea Victoriei naproti budově Národního historického muzea. 
Palác byl postaven na místě, kde stával klášter svatého Jana Velkého, založený v 16. století a zbořený roku 1875. Stal se reprezentativním sídlem nejstaršího rumunského peněžního ústavu, státní Banky CEC (původně Casa de Economii și Consemnațiuni). Francouzský architekt Paul Gottereau navrhl dekorativní eklektickou budovu inspirovanou stylem Beaux-Arts. Základní kámen byl položen 8. června 1897 za přítomnosti krále Karla I. Na stavbu paláce byl použit kámen z Dobrudže a práci řídil bukurešťský architekt Ion Socolescu. Okázalá budova, otevřená v květnu 1900, se stala symbolem modernizace Rumunska a přispěla k lesku metropole nazývané „Paříž Východu“. Palác CEC je jednou z mála bukurešťských památek, které nebyly poškozeny za světových válek ani při zemětřesení v Rumunsku 1977. 
Budova má tři podlaží a dominuje jí centrální prosklená kupole, čtyři další kopule v renesančním stylu se nacházejí v rozích budovy. Jejich účelem bylo zlepšit akustiku, aby hovory u přepážek byly srozumitelné a zároveň diskrétní. Vchod do paláce je lemován dvojicí složených sloupů a fasáda je zdobena tympanony. Na výzdobě se podíleli sochař Athanasie Constantinescu a malíř Mihail Simonidi. V hlavním sále se nacházely také portréty královské rodiny, které byly za komunistického režimu zničeny a po roce 1989 obnoveny.
Od roku 1999 se v budově neposkytují zákaznické služby a veřejnosti je proto přístupná jen na zvláštní povolení. V roce 2009 si ji pronajala Markéta Rumunská na oslavu svých šedesátin.